# Коррин, Александр
Александр Коррин (нидерл. Alexander Corryn; родился 3 января 1994 года в Генте, Бельгия) — бельгийский футболист, защитник клуба «Васланд-Беверен».

## Клубная карьера
Коррин — воспитанник клуба «Локерен». В 2011 году он был включён в заявку основной команды. 5 мая 2012 года в матче против «Зюлте-Варегем» Коррин дебютировал в Жюпиле лиге. В 2014 году он помог клубу завоевать Кубок Бельгии. Александр не смог выиграть конкуренцию за место в основе и в 2015 году перешёл в «Мехелен». 30 января 2016 года «Шарлеруа» Коррин дебютировал за новую команду.
Летом того же года из-за отсутствия игровой практики Александр покинул «Мехелин» и присоединился к «Антверпену». 13 августа в матче против «Руселаре» он дебютировал во Втором бельгийском дивизионе.

## Достижения
Командные
 «Локерен»
- Обладатель Кубка Бельгии — 2013/14